# 유척 (도구)

측우기와 주척

유척(鍮尺) 또는 주척(周尺)은 조선시대 놋쇠로 만든 표준 자이다. 보통 한 자보다 한 치 더 긴 것을 단위로 하였으며 조선시대 기계 및 금속등 관련 기술자들이 사용하였다.

## 자의 종류
황종척(黃鍾尺)이 기준 측량도구이다. 원형의  주척이 있었고 사각형의 유척이 있다. 유척은 각면에 호환되는 주척,황종척,조례기척,포백척등을 세겨넣었다. 조선시대 자의 종류로는 주척(周尺- 주례(周禮)에 규정된 자로서, 한 자가 곱자의 여섯 치 육 푼, 즉 23.1cm이다)과 황종척(조선 시대에, 악기 율관(律管)의 길이를 재는 데 쓰던 자)이 있으며 영조척(營造尺-건축관련하여 목수가 쓰는 자. 주척(周尺)의 한 자 네 치 구 푼 구 리에 해당한다),조례기척(造禮器尺 - 자의 8촌 3분 3리가 황종척 한 자와 같다. 제사제기를 잰다),포백척(布帛尺 -옷감 및 바느질을 할 때에 쓰는 자)이다.

## 세금 및 형벌
지방 수령이나 암행어사 등이 세금징수나 형별에 관련하여 사용하였으며 검시(檢屍)할 때도 사용하였다.

## 같이 보기
- 측량